# José López Ortiz
José Ángel López Ortiz, O.S.A., (San Lorenzo de El Escorial, provincia de Madrid, 10 de julio de 1898-Madrid, 4 de marzo de 1992), fue un religioso católico español, arabista e historiador del derecho. Fue obispo de Tui (1944-1969), y posteriormente arzobispo castrense (1969-1977).

## Biografía
José Ángel López Ortiz nació el 10 de julio de 1898 en San Lorenzo de El Escorial (entonces en la provincia de Madrid), hijo de José María López Trevilla y de Leonor Ortiz Carjón. Estudió en el Instituto Cardenal Cisneros y el 2 de abril de 1918 profesó en la Orden de San Agustín. El 17 de septiembre de 1922 fue ordenado sacerdote de su orden por el también agustino Bernardo Martínez Noval, obispo de Almería. Comenzó entonces estudios de Derecho en la Universidad Central de Madrid, licenciádose en 1925 y doctorándose en 1931 con la tesis "La recepción de la escuela malequí en España". En 1934 ganó por oposición la cátedra de Historia del Derecho de la Universidad de Santiago de Compostela, mas al año siguiente se trasladó a Madrid como auxiliar en la Universidad Central.
En 1936, con la explosión de la guerra civil, fue detenido por milicianos junto con el resto de frailes del monasterio de El Escorial. Fue trasladado a la cárcel de San Antón, en Madrid; la mayoría de sus hermanos frailes fueron asesinados en Paracuellos, pero López Ortiz salvó la vida gracias a su conocimiento de la lengua árabe, al ser reclamado por Wenceslao Roces por su trabajo universitario. A comienzos de 1937 pidió asilo en la embajada de Rumanía, donde permaneció hasta el final de la guerra.
López Ortiz, amigo personal de Josemaría Escrivá, al que conoció en la Universidad de Zaragoza (junio de 1924), fue profesor de Teología Moral de Álvaro del Portillo, José María Hernández Garnica y José Luis Múzquiz —los tres primeros miembros del Opus Dei— que se ordenaron el 24 de junio de 1944.
El 10 de julio de 1944 fue nombrado obispo de Tui. Recibió la consagración episcopal el 21 de septiembre, de manos del nuncio Gaetano Cicognani, y tuvo como coconsagrantes principales al obispo auxiliar de Madrid, Casimiro Morcillo y al obispo de Astorga, Jesús Mérida Pérez. Como obispo de Tui fue padre conciliar en el Concilio Vaticano II, participando en las cuatro sesiones.
El 18 de febrero fue nombrado arzobispo titular de Gradum y vicario castrense de España. Permaneció en este cargo hasta su retiro el 28 de mayo de 1977, con casi 79 años. Falleció el 4 de marzo de 1992 en Madrid.

## Obra
- Derecho musulmán. Barcelona: Editorial Labor. 1932.